# Paulinzella
Paulinzella ist ein Ortsteil der Stadt Königsee im Landkreis Saalfeld-Rudolstadt im zentralen Thüringen. Bekannt ist der Ort für das Kloster Paulinzella, eine der größten romanischen Klosterruinen in Deutschland.

## Geographie
Paulinzella liegt im Tal des Rottenbachs, etwa fünf Kilometer nordwestlich von Rottenbach und elf Kilometer südlich von Stadtilm zwischen Ilmenau im Westen und Rudolstadt im Osten. Umgeben ist das Dorf von weitläufigen Waldgebieten, dem Paulinzellaer Forst, in dem sich eine Dorfstelle Hoykenhayn (Wüstung) befindet und der Paulinzella von den Nachbarorten Gräfinau-Angstedt im Westen, Singen, Gösselborn und Hengelbach im Norden, Solsdorf im Osten, Milbitz im Südosten sowie Horba und Königsee im Süden trennt.
Eine landschaftsgeographische Einheit Paulinzellaer Vorland, die das nördliche Gebirgsvorland zum östlichen Thüringer Wald und zum westlichen Thüringer Schiefergebirge bildet, ist nach dem Ort benannt.

## Geschichte
Prägend für das kleine Dorf ist das Kloster Paulinzella, das um 1102 durch die Benediktinerinnen gegründet wurde. 1542 wurde es infolge der Reformation in der Grafschaft Schwarzburg aufgelöst und in das Amt Paulinzella überführt. Auf dem einstigen Klostergelände wurde bald danach ein kleines Jagdschloss der Fürsten von Schwarzburg-Rudolstadt errichtet.
Friedrich Schiller besuchte Paulinzella 1788, Johann Wolfgang von Goethe interessierte sich viele Jahre nicht für das Bauwerk, obwohl sich die Ruinen nicht weit von Ilmenau befinden, wo er sich häufig aufhielt. Erst Sulpiz Boisserée machte Goethe auf die Ruine aufmerksam. 1817 besuchte Goethe dann Paulinzella und notierte in sein Tagebuch:
„Seit vierzig Jahren zu Wagen, Pferd und Fuß Thüringen kreuz und quer durchwandert, war ich niemals nach Paulinzella gekommen, …“
Erst im 19. Jahrhundert, im Zeitalter der Romantik erkannte man die Schönheit und Großartigkeit dieser romanischen Ruine. Der Bau der Bahnstrecke Arnstadt–Saalfeld mit Haltepunkt im Ort erfolgte 1895.
Bis 1918 gehörte Paulinzella zur Oberherrschaft des Fürstentums Schwarzburg-Rudolstadt.
→ Siehe auch Klosterkirche Paulinzella

## Verkehr
Paulinzella liegt an der Bahnstrecke Arnstadt–Saalfeld. Der südöstlich des Orts gelegene Haltepunkt wird zweistündlich von den Regionalbahnen Erfurt–Saalfeld der Erfurter Bahn bedient.

## Persönlichkeiten

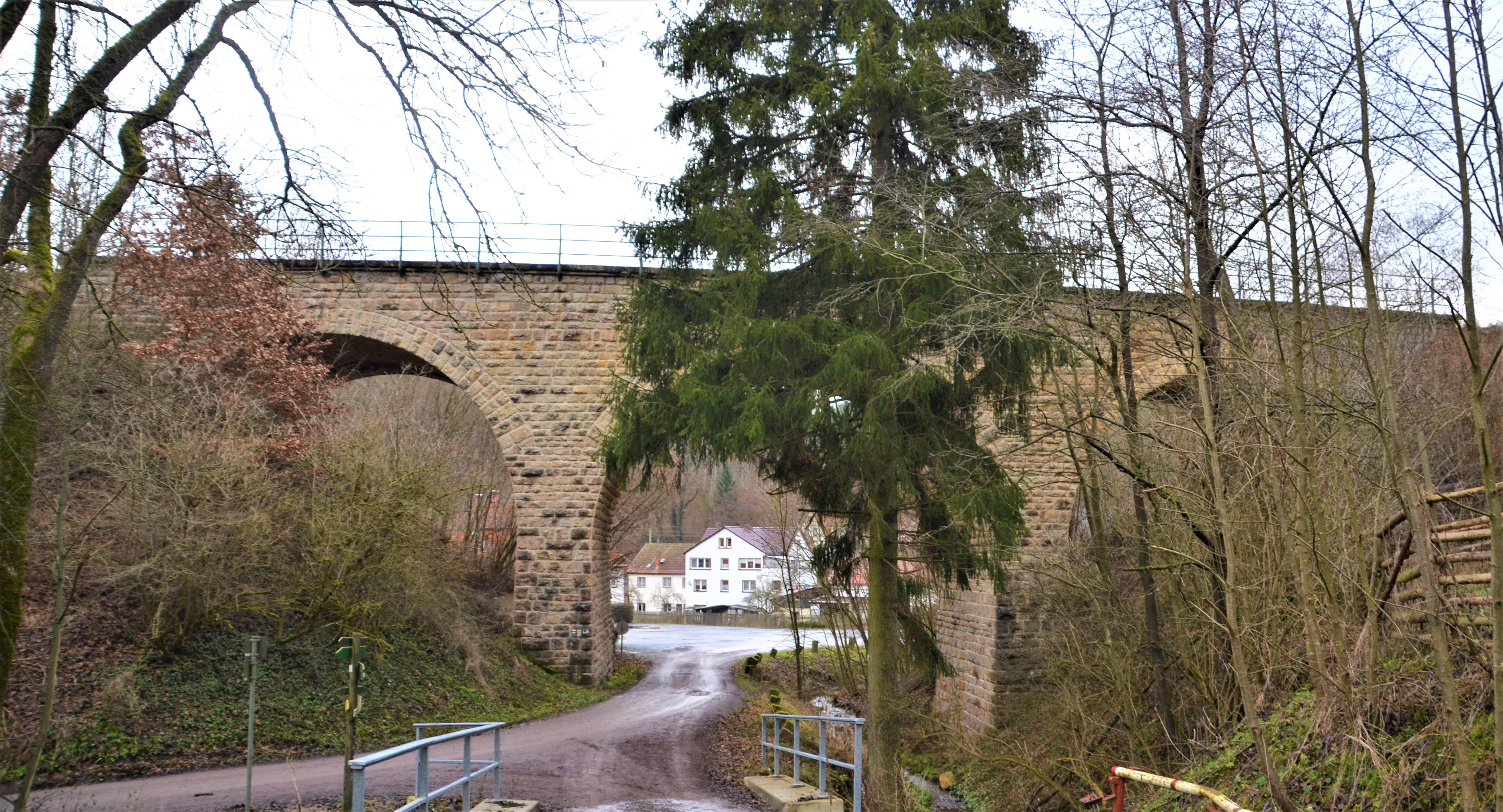
Bahnviadukt bei Paulinzella

- Johann Friedrich Schulze (1793–1858), Orgelbaumeister aus einer Orgelbauerfamilie, die mehrere Generationen in Milbitz und Paulinzella tätig war.
- Wilhelm Nöller (1890–1964), Tiermediziner, Pathologe und Parasitologe, lebte im Ort.
- Kurt Bachor (1916–1990), Autor, lebte und arbeitete in Paulinzella.